# Moon Girl et Devil le Dinosaure
Moon Girl et Devil le Dinosaure (Marvel's Moon Girl and Devil Dinosaure) est une série télévisée d'animation américaine de 16 épisodes de 23 minutes, produite par Disney Television Animation et Marvel Animation et diffusée sur Disney Channel du 10 février 2023 au 8 mars 2025.
En France et en Suisse, la série est diffusée depuis le 10 avril 2023 sur Disney Channel France. Et depuis le 8 mai en Belgique sur Disney Channel Belgique.
La série est développée par Steve Loter, Jeffrey M. Howard et Kate Kondell pour Disney Channel. Basée sur les personnages du même nom de Marvel Comics, la série suit Lunella Lafayette et son compagnon dinosaure Devil.

## Synopsis
La série suit les aventures de Lunella Lafayette, une jeune fille afro-américaine surdouée de 13 ans, qui vit avec ses parents et ses grands-parents dans le Lower East Side à New York. Un jour, elle ouvre par inadvertance un portail spatio-temporel d'où sort un tyrannosaure rouge. Avec le soutien de sa meilleure amie Casey, elle devient une super-héroïne nommée Moon Girl et nomme le dinosaure Devil.

## Personnages
- Lunella Lafayette / Moon Girl, une jeune fille noire surdouée de 13 ans qui mène une double vie de super-héroïne et amène accidentellement Devil le Dinosaure dans le New York d'aujourd'hui.

- Devil le Dinosaure, un tyrannosaure rouge avec des cornes et trois doigts qui a été amené accidentellement dans le New York d'aujourd'hui par Lunella.
- Miriam "Mimi" Lafayette, la grand-mère de Lunella qui est préposée au snack-bar de Roll With It et qui est une cuisinière experte. Dans le final de la première saison, il est révélé que Mimi était en fait la Moon Girl originale, ayant opéré sous ce nom de code en tant que scientifique, et qu'elle sait secrètement que Lunella et Moon Girl sont une seule et même personne.
- Adria Lafayette, La mère de Lunella est DJ à Roll With It.
- James Lafayette Jr, père de Lunella et vendeur de baskets chez Roll With It.
- James "Pops" Lafayette Sr, un homme d'âge moyen qui se présente comme un punker des années 1960, le grand-père paternel de Lunella et le propriétaire de Roll With It.
- Casey Calderon, manageuse de Lunella, meilleure amie d'ascendance portoricaine et juive, et confident de l'identité de Lunella en tant que Moon Girl.
- Le Beyonder, un illusionniste doté d'immenses pouvoirs cosmiques, est décrit comme "curieux et espiègle". Il est là pour juger l'humanité et déterminer si elle est digne d'exister. Le Beyonder fournit également des informations sur les ennemis de Lunella (crédité comme "Narrateur" pour sa voix off dans les épisodes précédents) aux téléspectateurs.

## Distribution

### Voix originales
- Diamond White (en) : Lunella Lafayette / Moon Girl
- Fred Tatasciore : Devil Dinosaur, Coach Hrbek, Devos the Devastator
- Alfre Woodard : Mimi
- Sasheer Zamata :  Adria Lafayette
- Jermaine Fowler (en) : James Lafayette Jr.
- Gary Anthony Williams : Pops
- Libe Barer (en) : Casey Calderon
- Laurence Fishburne : le Beyonder
- Omid Abtahi : Ahmed
- Utkarsh Ambudkar : Anand
- Michael Cimino : Eduardo
- Indya Moore : Brooklyn
- Craig Robinson : Principal Nelson
- Alison Brie : Ms. Dillon / Aftershock
- Josh Keaton : Angelo
- Carlee Baker : Sofie Slugfoot / Instantanegirl
- Aaron Drown : Timmy Grubbs / Man Baby
- Ace Gibson : Gravitas
- Wilson Cruz : Mr. Goldberg-Calderon
- Asia Kate Dillon : LOS-307
- Ian Alexander : Tai
- Jennifer Hudson : Mane
- Tajinae Turner : Geri
- Kari Wahlgren : Linh Pham
- Daveed Diggs : Rat King
- Mae Jemison : Skipster
- May Calamawy : Fawzia
- Luis Guzmán : President Council Diego Peña
- Paul Scheer : Marty Muzzler
- Method Man : Torg the Abominable Snow-King
- Cobie Smulders : Maria Hill
- Giancarlo Esposito : Granite
- Ann Harada : Matsuye
- Jackée Harry :  Merle
- Cynthia Erivo : Akonam Ojo
- Samuel L. Jackson : Nick Fury

### Voix françaises
- Mélissa Berard : Lunella / Moon Girl
- Jérôme Wiggins : Devil le Dinosaure
- Laura Zichy : Mimi
- Thierry Desroses : Pops, Nick Fury
- Jean-Michel Vaubien : James Jr
- Annie Milon : Adria
- Lisa Caruso : Casey Calderon
- Emmanuel Curtil : le Beyonder
- Tom Trouffier : Eduardo, Angelo
- Marie Chevalot : Aftershock
- Aurélie Konaté : Mane
- Diane Kristanek : Geri
- Alex Fondja : Principal Nelson
- Bruno Magne : Coach Hrbeck
- Oscar Douieb : Anand
- Frédéric Souterelle : Backstory Man
- Giduin Tissier : Gravitas, Man Baby
- Antonella Colapietro : Instantanegirl, LOS-307
- Pierre Tessier : Issac
- Jonathan Gimbord : Tai
- Alice Taurand : Brooklyn
- Guillaume Pevée : Stiletto
- Boris Rehlinger : Molecule Man

## Fiche technique
- Titre original : Marvel's Moon Girl and Devil Dinosaur
- Titre français : Moon Girl et Devil le Dinosaure
- Création : Steve Loter, Jeffrey M. Howard, Kate Kondell, Basée sur les personnages du même nom de Marvel Comics (Moon Girl créé par Brandon Montclare, Amy Reeder et Natacha Bustos, et Devil Dinosaur créé Jack Kirby)
- Musique : Raphael Saadiq
- Production : Steve Loter, Laurence Fishburne, Helen Sugland (exécutifs), Jeffrey M. Howard, Kate Kondell, Pilar Flynn
- Sociétés de production :  Cinema Gypsy Productions, Disney Television Animation, Marvel Animation
- Pays :  États-Unis
- Langue : anglais
- Nombre d'épisodes : 42 épisodes (2 saisons)
- Durée : 22 minutes, 44 minutes (uniquement l'épisode pilote Moon Girl Landing)

## Production
Lors de discussions avec Marvel Studios concernant une collaboration potentielle avec Cinema Gypsy Productions pour un projet de l'univers cinématographique Marvel (MCU),, le coprésident du studio Louis D'Esposito a montré à l'acteur et fan de comics Laurence Fishburne la bande dessinée Moon Girl and Devil Dinosaur. Ayant lu la bande dessinée originale Moon-Boy and Devil Dinosaur de Jack Kirby lorsqu'il était enfant, Moon Girl a piqué l'intérêt de Fishburne. Il a ensuite commencé à lire les bandes dessinées, ce qui lui a donné l'idée de créer une série animée basée sur le duo. Fishburne et une équipe de production ont travaillé sur la série pendant deux ans à Disney Television Animation, avant d'engager Steve Loter en tant que producteur exécutif en raison de son expérience sur des séries centrées sur des personnages féminins telle que Kim Possible également de Disney. Loter et son équipe ont réalisé une séquence de patinage à roulettes sur la chanson Sweatpants de Childish Gambino comme preuve de concept et l'ont présentée aux cadres de Disney Television Animation, qui ont donné le feu vert au développement de la série.
Le 20 février 2018, il est rapporté que Marvel Animation et Cinema Gypsy Productions développent une série Moon Girl et Devil Dinosaur pour Disney Channel Worldwide. Fishburne (qui est un familier des productions Marvel, ayant incarné le Surfer d'argent dans Les Quatre Fantastiques et le Surfer d'argent et Bill Foster dans Ant-Man et la Guêpe) et Helen Sugland sont les producteurs exécutifs de la série. 20 épisodes ont été commandés pour la première saison.
Le 24 août 2019, lors de la D23, Laurence Fishburne révèle que la série est prévue pour 2020 sur Disney Channel, Disney Television Animation devant coproduire la série, marquant la première collaboration de Disney et Marvel sur une série animée. Loter est producteur exécutif de la série aux côtés de Fishburne et Sugland. Jeff Howard et Kate Kondell travaillent sur la série en tant que coproducteurs et chefs scénaristes. Howard et Kondell ont été les deux premiers scénaristes embauchés pour la série. Ils ont aidé l'équipe de production à définir les personnages, une heure étant consacrée à un personnage spécifique. Lorsque l'écriture des épisodes a commencé, les personnages étaient suffisamment définis pour que peu d'idées soient révisées. Kondell est également la scénariste en chef de la série.
Laurence Fishburne a déclaré que « Disney Channel est la plateforme parfaite pour explorer cette super-héroïne afro-américaine de petite taille et [il] a hâte que leur public apprécie les aventures légères de Lunella et Devil le Dinosaure », tandis que Cort Lae, alors premier vice-président de Marvel Family and Entertainment, a déclaré que « Moon Girl est une super-héroïne qui a été créée pour les enfants et les jeunes » et que « les aventures de Moon Girl avec son copain géant, Devil le Dinosaure, sont pleines d'émerveillement et de joie, et ce partenariat historique avec Disney Television Animation et Cinema Gypsy Productions s'est avéré être la bonne formule pour les amener à la télévision ».
En février 2021, il est rapporté que Rodney Clouden sera le producteur-superviseur de la série, tandis que Pilar Flynn sera productrice. En raison de la fermeture des studios de Disney Television Animation en 2020 due à la pandémie de Covid-19, la majeure partie de la série a été produite à distance. Les producteurs ont développé chaque épisode en suivant un processus créatif semblable à celui d'un long-métrage, chaque script recevant un color script comme pour les films, et chaque épisode étant traité comme un « mini-film ». Les producteurs souhaitaient que l'équipe soit composée de personnes ayant des expériences différentes en matière de réalisation de films.
En octobre 2022, la série a été renouvelée pour une deuxième saison, après avoir été bien accueillie par les dirigeants de Disney et de Marvel. Rafael Chaidez sera le producteur de la deuxième saison, tandis que Flynn et Clouden seront coproducteurs exécutifs aux côtés de Kondell. Ce dernier sera également coproducteur avec Ben Juwono, qui remplacera Clouden en tant que réalisateur-superviseur. La production de la saison 2 a débuté en février 2023.

### Écriture
L'équipe de scénaristes et de réalisateurs de la série est entièrement composée de femmes de couleur, car les responsables de la série voulaient que l'équipe de production reflète la diversité de la ville de New York, où se déroule la série. Les scénaristes, ainsi que d'autres membres de l'équipe de couleur, ont été autorisés à donner leur avis sur la représentation des minorités dans la série, et certains de ces membres ont été promus au sein de l'équipe pendant qu'ils travaillaient sur la série. L'équipe a également travaillé avec le coordinateur de production de Disney Allen March afin d'identifier les moments propices à l'ajout de diversité dans la série, par le biais de personnages en arrière-plan ou de personnages parlants, ainsi que pour calculer la représentation par épisode. Loter, qui vit à New York, a déclaré qu'il était important pour l'équipe de « s'assurer qu'elle avait bien compris New York », car elle voulait respecter l'« ambiance » et le « ton » de la ville. Il a également réutilisé des éléments de la représentation de la ville de New York dans la série à partir de Metro, le spin-off annulé de Cars, notamment en mettant en évidence la station de métro City Hall, qui apparaît dans la série en tant que laboratoire et repaire de Lunella. La série commence par un format épisodique qui explore la transformation de Lunella en Moon Girl, avant de passer à une histoire plus sérielle, avec un arc qui se déploie tout au long de la première saison.
Le producteur-superviseur Rodney Clouden a déclaré qu'il était important pour l'équipe de production de représenter fidèlement une famille afro-américaine multigénérationnelle. Ils voulaient montrer à la fois Moon Girl apprenant de sa famille et sa famille apprenant d'elle à travers leurs multiples perspectives. Chaque personnage a été doté d'une personnalité et d'une profession différentes, comme Pops, propriétaire d'une piste de roller, et Andria, DJ, afin d'explorer plus avant la diversité et le fait que « tout le monde est si différent des autres ». Sasheer Zamata, qui interprète la mère de Lunella, a déclaré que la famille était un thème essentiel de la série, qu'elle décrivait comme « une façon agréable de voir une famille noire travailler ensemble, s'apprécier mutuellement et répandre l'amour dans sa communauté ». La productrice Pilar Flynn a déclaré qu'il était important pour les scénaristes que Moon Girl et Casey aient une relation étroite et solidaire, ce qui est rarement le cas des amitiés féminines dans les films ou séries d'animation.
Les producteurs ont utilisé le comics original comme « tremplin » et « point de référence » pour la série, tout en apportant plusieurs modifications au matériel de base afin que l'histoire s'adapte au format télévisuel, tout en incorporant des clins d'œil à de nombreuses intrigues des comics. Selon Diamond White, la série présente des « niveaux émotionnels » qui étaient absents de l'œuvre originale. La série présente la relation entre le duo comme « un partenariat » au lieu d'une « dynamique animal/propriétaire », Devil vouant une fidélité sans faille à Lunella/Moon Girl et se sentant « chez lui avec elle » en raison de la façon dont elle le traite. D'autres changements ont été apportés, comme le rôle accru de la famille de Lunella et l'ajout de son amie Casey, afin de montrer comment le monde de Lunella évolue au fur et à mesure qu'elle grandit dans la série. Ils ont également estimé qu'il était important que Lunella dispose d'un système de soutien et que son foyer soit représentatif de celui de nombreux téléspectateurs. Les producteurs ont par ailleurs changé l'âge de Lunella de 9 à 13 ans parce qu'ils voulaient que les réseaux sociaux jouent un rôle important dans son personnage, ce qui, selon eux, n'aurait pas fonctionné si elle avait 9 ans.
La série met en scène plusieurs personnages obscurs des comics Marvel. Les personnages inclus ont été sélectionnés en raison des rôles potentiels qu'ils pourraient jouer dans l'histoire, de l'intérêt des producteurs et/ou des recommandations de Marvel, comme le Beyonder, qui a été suggéré par le président de Marvel Studios, Kevin Feige, pour servir de faire-valoir à Lunella ; les producteurs étaient particulièrement intéressés par des personnages qui n'avaient pas été adaptés sur d'autres médias auparavant, comme Aftershock, car leur faible notoriété a permis aux créateurs d'apporter des changements qui s'inscrivent dans la narration de la série, bien que des personnages plus importants de Marvel soient également prévus pour apparaître. Fishburne a toutefois précisé que certains personnages n'ont pas pu apparaître en raison de « problèmes de droits ». Des éléments tirés des comics Marvel apparaîtront de manière plus importante plus tard dans la série, une fois que Lunella et « son monde » seront bien établis. Certains des méchants représentent des problèmes réels dans la série, comme Aftershock qui draine l'énergie du Lower East Side dans le premier épisode, ce qui sert un propos de fond sur la gentrification. La série a également été décrite comme « complémentaire » du MCU, les créateurs faisant de nombreux clins d'œil à la franchise tout au long de la série. Laurence Fishburne a néanmoins affirmé que la série n'était pas « officiellement liée au MCU », tandis que Loter a révélé que « quelques personnages du MCU » apparaîtraient dans la série.

### Distribution des rôles
En février 2021, il a été rapporté que White et Tatasciore interpréteront le duo éponyme, tandis que Woodard, Williams, Zamata et Fowler seront respectivement les grands-parents et les parents de Lunella/Moon Girl, et Barer sa meilleure amie, Casey. Il a également été annoncé que Fishburne interprétera le Beyonder de manière récurrente. D'autres rôles récurrents et invités ont été annoncés au San Diego Comic-Con en juillet 2022. White a été choisie peu après que Loter ait écouté sa cassette d'audition ; selon Loter, sa cassette a été la seule qu'il a écouté, car il a été impressionné par sa performance.
Les enregistrements vocaux de la première saison ont été partiellement réalisés à distance en raison de la pandémie de Covid-19. Williams, dont le travail dans la série était son premier rôle pendant la pandémie, a reçu l'aide de sa femme pour se préparer à enregistrer ses répliques depuis leur maison. White et Barer ont improvisé plusieurs dialogues entre Moon Girl et Casey, les deux enregistrant leurs répliques simultanément, soit physiquement, soit par Zoom. White a également enregistré certaines de ses répliques avec Tatatsciore, ainsi qu'avec Woodward, Zamata et Williams. Alors qu'il s'occupait des effets vocaux pour Devil, Tatasciore a reçu un script avec des répliques pour lui, qu'il a ensuite intégrées à des voix d'animaux. L'idée de Fishburne pour le Beyonder a été suggérée par Loter. Pour son interprétation, Fishburne voulait qu'elle soit plus légère et moins reconnaissable que ses rôles précédents, et Loter et lui ont donc travaillé ensemble pour développer sa voix pour le Beyonder.

### Animation
La série est animée par Flying Bark Productions, à Sydney en Australie. Titmouse a travaillé sur les premiers développements visuels de la série. Flying Bark, dont les employés étaient des fans du matériel d'origine, a été engagé en raison du travail du studio sur Le Destin des Tortues Ninja. Kat Kosmala, responsable de l'animation, a créé une série de règles pour les animateurs, parmi lesquelles l'animation des personnages doit attirer l'attention des spectateurs, l'action doit être « simple et directe », et la simplification ne doit être utilisée que pour les dessins. Le style visuel est censé « s'appuyer fortement sur une sensibilité de bande dessinée graphique en 2D ». L'animation combine l'animation dessinée à la main avec le logiciel Toon Boom Harmony, Toon Boom étant utilisé pour les scènes et les têtes, tandis que les corps des personnages sont dessinés à la main. À l'origine, les producteurs avaient prévu de n'utiliser que Toon Boom, mais ils ont finalement estimé que l'animation dessinée à la main était également nécessaire.
Plusieurs styles d'animation ont été utilisés par épisode. Pour les séquences à New York, les producteurs se sont inspirés des graffeurs et d'artistes tels qu'Andy Warhol pour le style artistique de la série, afin de représenter New York de manière plus réaliste que la plupart des séries d'animation, tout en présentant la ville comme un personnage à part entière. Loter et Clouden se sont inspirés de leur enfance pour la représentation de la ville dans la série. Des graffeurs ont été engagés pour travailler sur les graffitis représentés dans la série afin de montrer des graffitis exacts. Les mouvements de caméra devaient également évoquer la sensation d'un enregistrement de la ville réelle, avec des « plans serrés forcés » et des « obstructions d'objets ». Les bâtiments et les rues ont également été dessinés pour être fidèles à leurs équivalents réels. Les séquences musicales présentent un style artistique plus abstrait, plus coloré et axé sur l'action. Les séquences de flash-back présentent un style graphique plus simple avec des couleurs qui « renforcent rapidement les rythmes émotionnels ».
En raison de l'amour de Fishburne pour les comics, les producteurs voulaient également que l'animation « ressemble à une bande dessinée illustrée en mouvement », et les artistes se sont donc inspirés des comics des années 1970, avec une absence de « formes parfaites » et un « travail au trait nerveux », tout en ayant l'impression d'avoir été dessinés à la main. Les artistes ont voulu éviter d'utiliser des techniques numériques telles que le flou cinétique, préférant s'appuyer principalement sur des techniques d'encre et de peinture. L'animation s'est également inspirée du film Spider-Man: New Generation, les producteurs souhaitant que l'animation soit aussi dynamique que possible dans le cadre d'un budget pour une série télévisée. Les animateurs ont également cherché à rendre l'animation « complémentaire » à Spider-Man: New Generation  sans en recycler le style. La série What If...? de Marvel Studios a également influencé la conception visuelle de la série.
Le concepteur principal des personnages, Jose Lopez, voulait que les personnages aient des formes multiples « amusantes à regarder », comme la silhouette de Moon Girl qui change lorsqu'elle revêt sa tenue de super-héroïne. Il voulait également que Devil le Dinosaure ressemble à « un méchant dinosaure » tout en étant « crédible en tant qu'animal de compagnie adorable ». Il s'est également inspiré du dessinateur de comics Bill Watterson, dont Lopez est un fan. Marc Hempel et le co-créateur de Devil, Jack Kirby, ont également été des sources d'inspiration pour le style artistique de la série, les artistes incorporant le Kirby Krackle (en) dans la série. Les artistes ont également incorporé des éléments pour représenter visuellement les sentiments des personnages, tels que des « flairs » de style manga, ainsi que des emojis « simples, clairs et directs ».

### Musique
En juillet 2022, il est annoncé que Raphael Saadiq sera le producteur exécutif de la musique de la série. Il fournit également la bande originale et les chansons de la série. Loter, un fan de Saadiq, l'a approché pour travailler sur le projet lors d'une séance de dédicaces. Chaque épisode comporte une chanson différente de Saadiq, représentée diégétiquement comme faisant partie d'une mixtape que Moon Girl écoute ; les chansons ont été écrites avant le début du travail d'animation afin que les animateurs puissent les synchroniser avec la séquence. Saadiq a inclus différents genres musicaux dans la bande sonore afin de refléter la diversité de la ville de New York. La productrice Pilar Flynn a décrit sa musique comme étant « sophistiquée » et « différente de tout ce qu'elle a pu voir auparavant dans l'animation », affirmant qu'elle « a élevé l'ensemble de la série à un autre niveau ». Selon Pilar Flynn, l'équipe présentait généralement des idées pour la musique à Saadiq, qui les rejetait en faveur de quelque chose de différent, ce que les producteurs ont accueilli positivement. Le premier épisode comporte une chanson intitulée Where You Come From, que Loter a décrite comme « une lettre d'amour à New York ». Saadiq a également composé des chansons pour les méchants de la série.
La chanson du générique de la série, Moon Girl Magic, a été écrite par Saadiq avec Halima Lucas et Taura Stinson, et interprétée par White. La chanson a été écrite par Saadiq avec « une énergie similaire » à Juice de Lizzo, et a reçu un « feu vert immédiat » de la part des dirigeants, ce qui est rare pour la plupart des chansons de génériques de séries télévisées. Saadiq a déclaré qu'il voulait que la chanson soit à la fois « entraînante » et « joyeuse », tandis que White était « ravie d'apporter la voix de Lunella à la série sous forme de chant ». La séquence-titre a été scénarimagée par le réalisateur Ben Juwono, qui s'est inspiré du clip de la chanson Girls Just Want to Have Fun de Cyndi Lauper et l'a réalisée sur la chanson Juice, car la chanson-thème n'avait pas encore été écrite à ce moment-là. La chanson est sortie en single le 14 novembre 2022.
Une bande originale reprenant certaines chansons de la série est sortie le 10 février 2023.

## Épisodes
| Saison | Saison | Épisodes | États-Unis      | États-Unis  |  |
| Saison | Saison | Épisodes | Début           | Fin         |  |
| ------ | ------ | -------- | --------------- | ----------- |  |
|        | 1      | 16       | 10 février 2023 | 6 mai 2023  |  |
|        | 2      | 25       | 2 février 2024  | 8 mars 2025 |  |

### Saison 1 (2023)
1. Moon Girl atterrit (Moon Girl Landing)
2. Le voyou du quartier (The Borough Bully)
3. À moi la piste (Run the Rink)
4. Pas de place pour l'échec (Check Yourself)
5. Signature capillaire (Hair Today, Gone Tomorrow)
6. Le Beyonder (The Beyonder)
7. Une journée de repos pour Moon Girl (Moon Girl's Day Off)
8. Le chouchou (Teacher's Pet)
9. Avance rapide sur la vie (Skin This Ad...olescence)
10. Bonne nuit, Moon Girl (Goodnight, Moon Girl)
11. Telle mère, telle Moon Girl (Like Mother, Like Moon Girl)
12. Jour de fête (Today, I Am a Woman)
13. Devil, le petit dinosaure (Devil on Her Shoulder)
14. Coney Island, bébé (Coney Island Baby)
15. La première Moon Girl, première partie (OMG Issue #1)
16. La première Moon Girl, deuxième partie (OMG Issue #2)

### Saison 2 (2024-2025)
1. Le grand Beyonder (The Great Beyond-er!)
2. Un nouveau costume (Suit Up!)
3. Le ventre de la bête (Belly of the Beast)
4. Dans le même wagon (Ride or Die)
5. Kid Kree (Kid Kree)
6. Titre français inconnu (The Gatekeeper)
7. Le gardien des vœux (Wish-Tar)
8. En quête de perfection (Make It, Don't Break It!)
9. Deux tonnes d'amour (The Devil You Know)
10. Cambriolage au musée (Dog Day Mid-Afternoon)
11. Un concours au poil (In the Heist)
12. La fête du roller (Roller Jam!)
13. Seule en piste (Dancing with Myself)
14. Secrets de famille (Family Matters)
15. Niveau moléculaire (The Molecular Level)
16. Moon Girl est punie (Moon Girl, Grounded)
17. en Immersion (Ride Along)
18. Tout feu tout flamme (Lava Actually)
19. Pleine lune (Full Moon)
20. Coup de coeur (Crushed)
21. Bonheur et Beyonder (To Invervention and Beyonder)
22. Bon Anniversaire, Devil ! (A Devil-ish Birthday)
23. La reine de la fête (Party Girl)
24. L'invité surprise (Guess Who's Coming to Dinner)
25. Viser le Lune (Shoot for the Moon)

## Accueil
Sur le site d'agrégation de critiques Rotten Tomatoes, la première saison obtient un taux d'approbation de 100 %, basé sur 14 critiques avec une note moyenne de 8,6/10. Le consensus critique du site se lit comme suit : « Avec des images éblouissantes et un rythme soutenu qui semblent tout droit sortis de l'imagination d'un enfant, Moon Girl and Devil Dinosaur passionnera les enfants tout en impressionnant les connaisseurs de l'animation ».
Joel Keller de Decider a affirmé que Marvel's Moon Girl And Devil Dinosaur est « une série dynamique, intelligente et visuellement saisissante qui a pour centre une fille unique, un dinosaure ressemblant à un chiot et des histoires qui divertiront les enfants et leurs parents ». Matthew Aguilar de ComicBook.com a donné à la série une note de 4 sur 5, en écrivant que « Marvel's Moon Girl and Devil Dinosaur est une aventure enchanteresse qui porte son cœur et son charme sur sa manche. La série crée un coin de l'univers Marvel qui lui est propre avec de la personnalité pendant des jours et des personnages qui sautent de l'écran, et tout fan de Marvel regrettera d'avoir manqué ce joyau unique en son genre ».